# Tottenham Court Road
Tottenham Court Road – jedna z głównych ulic w centralnym Londynie (Wielka Brytania). Jej początek znajduje się przy St Giles Circus (skrzyżowanie Oxford Street i Charing Cross Road) i biegnie na północ do Euston Road. Jest ulicą jednokierunkową, wszystkie trzy pasy umożliwiają ruch jedynie w kierunku północnym. W kierunku południowym prowadzi równoległa Gower Street. 
Południowy koniec ulicy znajduje się w pobliżu British Museum i Centre Point (najwyższy budynek West Endu). Wzdłuż ulicy znajduje się kilka budynków należących do University College London, a na jej północnym końcu znajduje się University College Hospital.
Tottenham Court Road znana jest przede wszystkim jako ulica handlowa, przy jej południowym końcu skoncentrowane są sklepy ze sprzętem elektronicznym, dalej na północ znajduje się wiele sklepów meblowych (w tym Habitat i Heals).
Przy skrzyżowaniu Tottenham Court Road z Oxford Circus znajduje się Dominion Theatre z salą dla 2000 widzów, w którym do 2014 przez 12 lat grano musical We Will Rock You brytyjskiego zespołu Queen.
Tottenham Court Road obsługiwana jest przez trzy stacje metra: Tottenham Court Road, Goodge Street i Warren Street.